# Matthew Barton
Matthew Barton (* 18. Dezember 1991 in Sydney, New South Wales) ist ein australischer Tennisspieler.

## Karriere
2008 spielte Barton sein erstes Turnier auf der ITF Future Tour in Australien, verlor jedoch in der ersten Runde mit 0:6 und 0:6. Danach verging für ihn ein Jahr ohne ein Profimatch, ehe er im Februar 2010 an der Qualifikation für das Challenger-Turnier Burnie antrat und dort erst in der letzten Runde scheiterte. Im Laufe des Jahres bestritt einige Future-Turniere, erreichte aber lediglich einmal ein Viertelfinale. Auch das Tennisjahr 2011 verlief für ihn nicht überwältigend mit Ausnahme eines Halbfinals bei einem Future-Turnier in Australien. Das Jahr 2012 wurde hingegen wieder erfolgreicher: So konnte er sich bei diversen Challenger-Turnieren für das Hauptfeld qualifizieren und außerdem sein erstes Future-Turnier gewinnen. Im Finale schlug er dabei seinen Landsmann Samuel Groth in zwei Sätzen mit 7:63 und 6:3. Das Jahr beendete Barton auf Position 429 der Tennisweltrangliste. Seit 2013 nimmt er gelegentlich an den Qualifikationen von Turnieren der ATP World Tour teil, schaffte jedoch noch nie den Sprung ins Hauptfeld eines Turniers. Im Februar 2013 feierte er seinen ersten Titel der Kategorie ATP Challenger Tour. Beim Turnier im heimischen Adelaide gewann er das Finale gegen James Ward in zwei Sätzen und sicherte sich wichtige Punkte für die Weltrangliste. Nach seinem Sieg in Burnie verbesserte sich Barton um über 100 Plätze auf Position 242.

## Erfolge
| Legende (Anzahl der Siege)  |
| Grand Slam                  |
| ATP World Tour Finals       |
| ATP World Tour Masters 1000 |
| ATP World Tour 500          |
| ATP World Tour 250          |
| ATP Challenger Tour (1)     |

### Einzel

#### Turniersiege
| Nr. | Datum            | Turnier  | Belag     | Finalgegner | Ergebnis |
| --- | ---------------- | -------- | --------- | ----------- | -------- |
| 1.  | 10. Februar 2013 | Adelaide | Hartplatz | James Ward  | 6:2, 6:3 |